# (79332) 1996 TY2
1996 تي واي 2 (ويعرف أيضًا باسم (79332) 1996 تي واي 2 وفق تسمية الكوكب الصغير) (بالإنجليزية: 1996 TY2)‏ هو كويكب ضمن حزام الكويكبات؛ وترتيبه 79332 من حيث الاكتشاف.
اكتُشف هذا الجُرم الفلكي بواسطة برنامج شميدت للكويكبات في بكين في 3 أكتوبر 1996.

## وصلات خارجية
- (79332) 1996 TY2 في قاعدة بيانات مختبر الدفع النفاث لأجرام النظام الشمسي الصغيرة

- الاكتشاف · مخطط المدار ·  العناصر المدارية · المعلمات المادية

- (79332) 1996 TY2 على موقع ويكي سكاي: DSS2, SDSS, GALEX, IRAS, Hydrogen α, X-Ray, Astrophoto, Sky Map, Articles and images